# Ochodaeus cornutus
Ochodaeus cornutus là một loài bọ cánh cứng trong họ Ochodaeidae. Loài này được Ohaus miêu tả khoa học đầu tiên năm 1910.